# Columbus (Nouveau-Mexique)
Pour les articles homonymes, voir Columbus.
Columbus est une ville américaine du Nouveau-Mexique sur la frontière mexicaine, qui constitue avec Puerto Palomas une agglomération transfrontalière. Sa population était de 1 765 habitants au recensement de 2000.

## Transports
Columbus possède un aéroport, le Columbus Municipal Airport (code AITA : CUS).

## Attaque de 1916

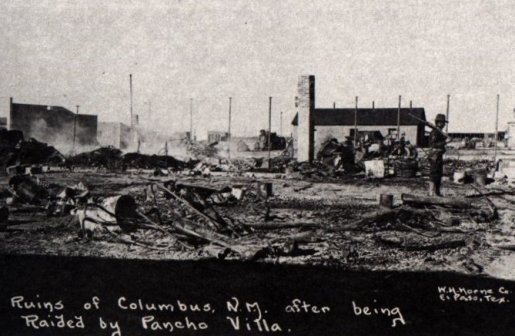
Ruines de Columbus après le raid des hommes de Pancho Villa de 1916

Le village est principalement connu pour le raid qu'y ont mené les troupes du général mexicain Pancho Villa, le 9 mars 1916, contre un détachement du 13e régiment de cavalerie américaine.
Durant la Première Guerre mondiale, le Kaiser Guillaume II cherchait à créer des problèmes frontaliers entre le Mexique et les États-Unis, afin de détourner l'attention des Américains  sur le conflit en Europe et éviter ainsi que ces derniers n'y envoient des troupes. Contre la promesse de 800 000 marks, des agents allemands persuadèrent Villa d'attaquer une ville frontière.
Villa en voulait aux Américains de ne plus lui livrer d'armes, de munitions, de chevaux, ainsi que les fournitures nécessaires à son armée, qu'il payait pourtant en argent métal.
Le gouvernement américain ne le favorisant plus, lui préférant alors son ennemi et vainqueur Venustiano Carranza, Villa saisit donc l'occasion de se venger et de créer des ennuis à ses ennemis au Mexique.
400 cavaliers mexicains tuèrent 14 soldats et 17 habitants, brûlèrent une partie de la ville et volèrent une centaine de chevaux. Les Mexicains perdirent environ 100 hommes dans l'attaque.
Francisco Villa ne participa pas personnellement à ce raid. En représailles, le président américain Woodrow Wilson lança une expédition punitive au Mexique commandée par le général John Pershing, à la tête de 10 000 hommes, mais celle-ci ne réussit pas à capturer le chef mexicain.